# Geodiinae
Sous-famille
Les Geodiinae sont une sous-famille de spongiaires de l'ordre des Tetractinellida.

## Liste des genres
- Geodia Lamarck, 1815